# 도쿠안역
도쿠안역(일본어: 徳庵駅, とくあんえき 토쿠안에키[*])은 일본 오사카부 히가시오사카시와 오사카시 간의 시계지에 위치한 서일본 여객철도의 역이다. 역사는 히가시오사카시에 소재해 있지만 역 부근의 상점가는 오사카시 쓰루미구에 소재해 있다.

## 역 구조
단식과 섬식이 섞인 복합형 승강장으로 2면 4선의 지상역이며 역사는 고가 형태로 되어 있다. (2·3번선이 섬식 승강장이지만 3번선은 역 근처에 있는 긴키 차량에서 제작되는 차량의 시운전이나 디젤 차량의 회송을 위하여 사용되는 정도이기 때문에 정규 사용되는 1번선과 2번선만으로 따지면 상대식 승강장이며 2면 2선 형태이다.)
이코카 및 제휴 교통카드의 사용이 가능하다.

### 승강장
| 1 | ■ 갓켄토시 선 | 시조나와테・마쓰이야마테 방면     |
| 2 | ■ 갓켄토시 선 | 교바시・기타신치・아마가사키 방면 |
| 3 | 예비          | 예비                              |

## 역사
- 1895년 8월 22일: 나니와 철도 시조나와테 ~ 가타마치 간 개통과 동시에 개업.
- 1897년 2월 9일: 노선 양도에 따라 간사이 철도의 소속이 되었다.
- 1907년 10월 1일: 국유화에 의해 일본국유철도의 소속이 되었다.
- 1909년 10월 12일: 노선명칭제정에 따라 가타마치 선의 소속이 되었다.
- 1981년: 역사가 고가 형태로 바뀌었다.
- 1987년 4월 1일: 민영화에 의해 서일본 여객철도의 소속이 되었다.
- 2003년 11월 1일: 이코카의 사용이 개시되었다.
- 2008년 3월 15일: 시조나와테역의 관할에서 하나텐역의 관할로 바뀌었다.

## 인접정차역
| 서일본 여객철도 가타마치 선 | 서일본 여객철도 가타마치 선 | 서일본 여객철도 가타마치 선 |
| --------------------------- | --------------------------- | --------------------------- |
| 고노이케신덴 기즈 방면      | ■ 갓켄토시 선 보통          | 하나텐 교바시 방면          |